# Lăpușnicel
Lăpușnicel é uma comuna romena localizada no distrito de Caraș-Severin, na região de Banato. A comuna possui uma área de  km² e sua população era de 1300 habitantes segundo o censo de 2007.